# Tidelands
Tidelands è una serie televisiva australiana creata da Stephen M. Irwin insieme a Leigh McGrath e diretta da Catriona McKenzie. È la prima serie televisiva australiana prodotta da Netflix.
La serie è stata interamente pubblicata il 14 dicembre 2018.

## Trama
La serie segue la storia di una ex criminale di nome Cal che torna a casa nel piccolo villaggio di pescatori di Orphelin Bay. Quando il corpo di un pescatore locale viene ritrovato a riva, Cal deve scoprire i segreti della città mentre indaga sui suoi strani abitanti; alcuni di loro appartengono ad una nota tribù di pericolose donne metà sirene e metà umane, chiamata "Tidelanders".

## Episodi
| Stagione       | Episodi | Pubblicazione Australia | Pubblicazione Italia |
| -------------- | ------- | ----------------------- | -------------------- |
| Prima stagione | 8       | 2018                    | 2018                 |